# جيريمياه إي. جويس
جيريمياه إي. جويس (بالإنجليزية: Jeremiah E. Joyce)‏ هو محامي وسياسي أمريكي، ولد في 3 يناير 1943 في شيكاغو في الولايات المتحدة. حزبياً، نشط في الحزب الديمقراطي.